# Хомутов (город)
Хо́мутов (чеш. Chomutov, нем. Komotau) — статутный город в Чехии, на территории Устецкого края. Административный центр района Хомутов. Железнодорожный узел.

## История
Изначально — чешский торговый городок, затем (с 1252) — владение Тевтонского ордена (в этот период Хомутов был полностью германизирован). В 1396 Хомутов получил права города, а в 1416 был продан Вацлаву IV, императору Священной Римской империи. 16 марта 1421 город был разрушен таборитами, в 1588 здесь водворились иезуиты. В 1605 стал королевским свободным городом. Во время Тридцатилетней войны дважды был занят шведами — в 1645 и в 1647.

## Достопримечательности
Готические церкви св. Игната и св. Екатерины. Краеведческий музей. В северной части города находится уникальное озеро Каменцове.

## Экономика
Добыча угля (город расположен в пределах Северо-Чешского буроугольного бассейна).
Крупный металлургический завод, станкостроение, химическая и пищевая промышленность. Производство часов, керамической посуды.
Имеется зоопарк.

## Население
| 1869    | 1869    | 1880    | 1880    | 1890    | 1900    | 1910    | 1921    | 1930    | 1930    | 1950    | 1950    |
| ------- | ------- | ------- | ------- | ------- | ------- | ------- | ------- | ------- | ------- | ------- | ------- |
| 7422    | ↗8183   | ↗10 111 | ↗11 707 | ↗15 280 | ↗19 813 | ↗24 869 | ↗28 010 | ↗33 279 | →33 279 | ↘28 848 | →28 848 |
| 1961    | 1961    | 1970    | 1970    | 1980    | 1980    | 1991    | 1991    | 2001    | 2011    | 2014    | 2016    |
| ↗33 070 | →33 070 | ↗40 051 | ↘39 905 | ↗51 769 | →51 769 | ↗53 107 | →53 107 | ↘51 007 | ↘48 328 | ↗49 185 | ↘48 710 |
| 2017    | 2018    | 2019    | 2020    | 2021    | 2021    | 2022    | 2023    | 2024    |         |         |         |
| ↗48 739 | ↘48 666 | ↗48 720 | ↘48 635 | ↘48 349 | ↘45 549 | ↗46 263 | ↗46 940 | ↗47 023 |         |         |         |

## Известные урожденцы
Подробнее см. Категория:Родившиеся в Хомутове
- Эрих Вагнер (1912—1959) — австрийский штурмбаннфюрер СС, врач концлагеря Бухенвальд.
- Петр Клима (1964—2023) — чешский хоккеист.
- Иржи Поспишил (род. 1975) — чешский государственный деятель, политик и юрист.
- Франтишек Йосеф Герстнер (1756—2023) — чешский физик и инженер.
- Эрнст Фишер (1899—1972) — австрийский левый политический деятель.

## Города-побратимы
- Аннаберг-Буххольц, Германия
- Бернбург, Германия
- Трнава, Словакия